# Melanis hera
Melanis hera är en fjärilsart som beskrevs av Frederick DuCane Godman och Osbert Salvin 1886. Melanis hera ingår i släktet Melanis och familjen Riodinidae. Inga underarter finns listade i Catalogue of Life.